# Lekwa Gure
Lekwa Gure, né vers 1958, est un homme politique papou-néo-guinéen.

## Biographie
Il entame des études à l'université de Papouasie-Nouvelle-Guinée en 1975, l'année de l'indépendance du pays, mais les interrompt pour suivre deux ans de formation de vol à l'Académie nationale de l'aéronautique et de l'espace (Nationwide Aviation Space Academy) en Nouvelle-Galles du Sud. Il est alors employé comme pilote de ligne par la compagnie nationale aérienne de Papouasie-Nouvelle-Guinée, Air Niugini. Il pilote des avions allant du B.A.T. F.K.27 au Dassault Falcon 900 et à l'Airbus A310, et est commandant de bord à partir de 1988,.
Il est décoré de la médaille de l'Empire britannique en 2001 en reconnaissance de son travail dans l'aviation, puis est fait membre de l'ordre de l'Empire britannique en 2003 par la reine de Papouasie-Nouvelle-Guinée, Élisabeth II,. Capitaine dans l'aviation civile, il devient responsable général des opérations de vol de la compagnie Air Niugini. Lorsqu'il prend sa retraite en octobre 2016, il est fait officier de l'ordre de Logohu par le gouverneur général de Papouasie-Nouvelle-Guinée, Sir Michael Ogio, au nom de la reine,.
Il entre alors en politique, et se présente avec succès comme candidat sans étiquette dans la circonscription de Rigo (dans la Province centrale) aux élections législatives de 2017. Entré au Parlement national, il rejoint le Pangu Pati, l'un des principaux partis du pays,. En mai 2019 il est nommé ministre de l'Aviation civile dans le gouvernement de Peter O'Neill, et conserve ce poste lorsque James Marape devient Premier ministre le mois suivant. Il est l'un des fondateurs du Parti travailliste unifié en novembre 2019, et en est le vice-chef inaugural, sous Sam Basil. En octobre 2020 il est fait ministre du Travail et des Relations sociales, conformément aux souhaits de son nouveau parti membre de la coalition gouvernementale, mais il est écarté du gouvernement un mois plus tard lorsque le Premier ministre cherche à consolider son gouvernement en y intégrant de récents dissidents,.
En mai 2022, après la mort de Sam Basil dans un accident de la route, Lekwa Gure devient le chef du Parti travailliste unifié. Il est battu dans sa circonscription de Rigo par Sir Ano Pala du Pangu Pati aux élections législatives de juillet 2022.